# Laurent Marqueste
Laurent-Honoré Marqueste (Tolosa, 12 giugno 1848 – Parigi, 5 aprile 1920) è stato uno scultore francese.

## Biografia
Laurent-Honoré Marqueste, nacque il 12 giugno 1848 a Tolosa, al civico n. 7 della rue Vélane. Laurent Marqueste studiò presso Alexandre Falguière, uno scultore tolosano considerato una delle figure principali della scultura realista francese nel XIX secolo, e venne influenzato assai dalle opere classiche. Marqueste fu anche un allievo di François Jouffroy, un vecchio vincitore del premio di Roma, nominato professore alla scuola di belle arti di Parigi nel 1863. Marqueste vinse il premio di Roma nel 1871 con il suo bassorilievo La flagellazione di Gesù e venne accolto come pensionario alla villa Medici di Roma dal 1872 al 1875.
Egli cominciò a esporre al Salone degli artisti francesi nel 1874 con l'opera Giacobbe e l'angelo, un bassorilievo in gesso realizzato durante il soggiorno romano, che gli valse una medaglia di terza classe. Nel 1876 ricevette una medaglia di prima classe per la versione in gesso dell'opera Perseo e la Gorgone e nel 1878 ottenne una medaglia di seconda classe all'esposizione universale di Parigi. Dal gruppo di Perseo e la Gorgone sarebbero state tratte altre tre versioni, due di marmo e una di bronzo che venne fusa, ergo distrutta, per riusarne il metallo durante il regime di Vichy.

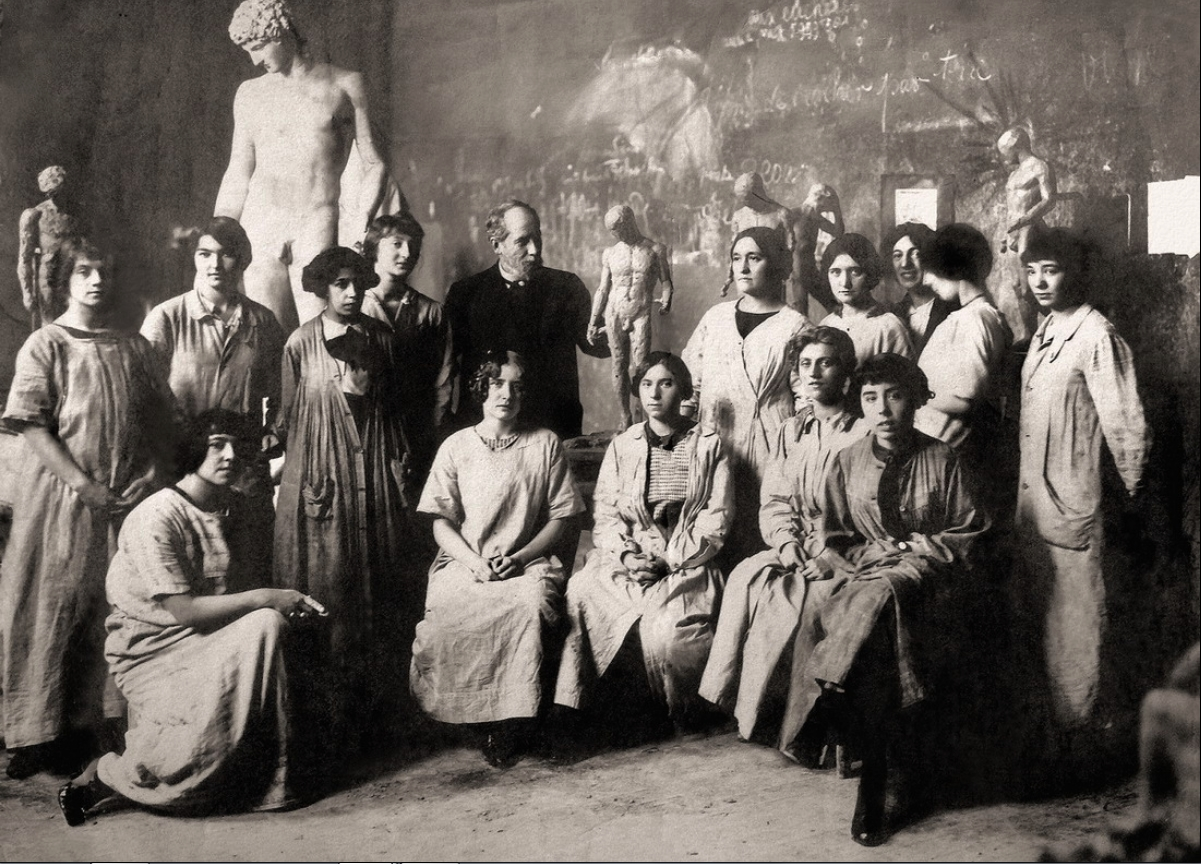
La classe di Laurent Marqueste alla scuola di belle arti parigina.

Nel 1884, ricevette le insegne di cavaliere della Legion d'onore e in seguito venne promosso ufficiale e poi commendatore. Infine, Laurent Marqueste ricevette la medaglia d'oro all'esposizione universale di Parigi del 1889 e il gran premio dell'esposizione universale del 1900. Membro del gruppo dei Fiorentini con Alexandre Falguière, Antonin Mercié, Paul Dubois e Henri Chapu, insegnò a partire dal 1893 alla scuola di belle arti di Parigi, dove fu il professore, tra le altre, di una classe di ragazze e dove insegnò a Raymonde Martin. Nel 1900 divenne un membro dell'istituto.
La fama acquisita gli permise di ottenere molte commissioni della città di Parigi, come per il giardino delle Tuileries, il palazzo del Lussemburgo, il ponte Alessandro III, che lo portarono a realizzare delle allegorie, dei gruppi mitologici e dei ritratti storici. Laurent Marqueste fu il genero dello scrittore e giornalista Léon Bienvenu, detto Touchatout. Dal 1896 fu un membro dell'istituto di Francia. Morì il 5 aprile 1920 a Parigi, nel quattordicesimo arrondissement.

## Opere

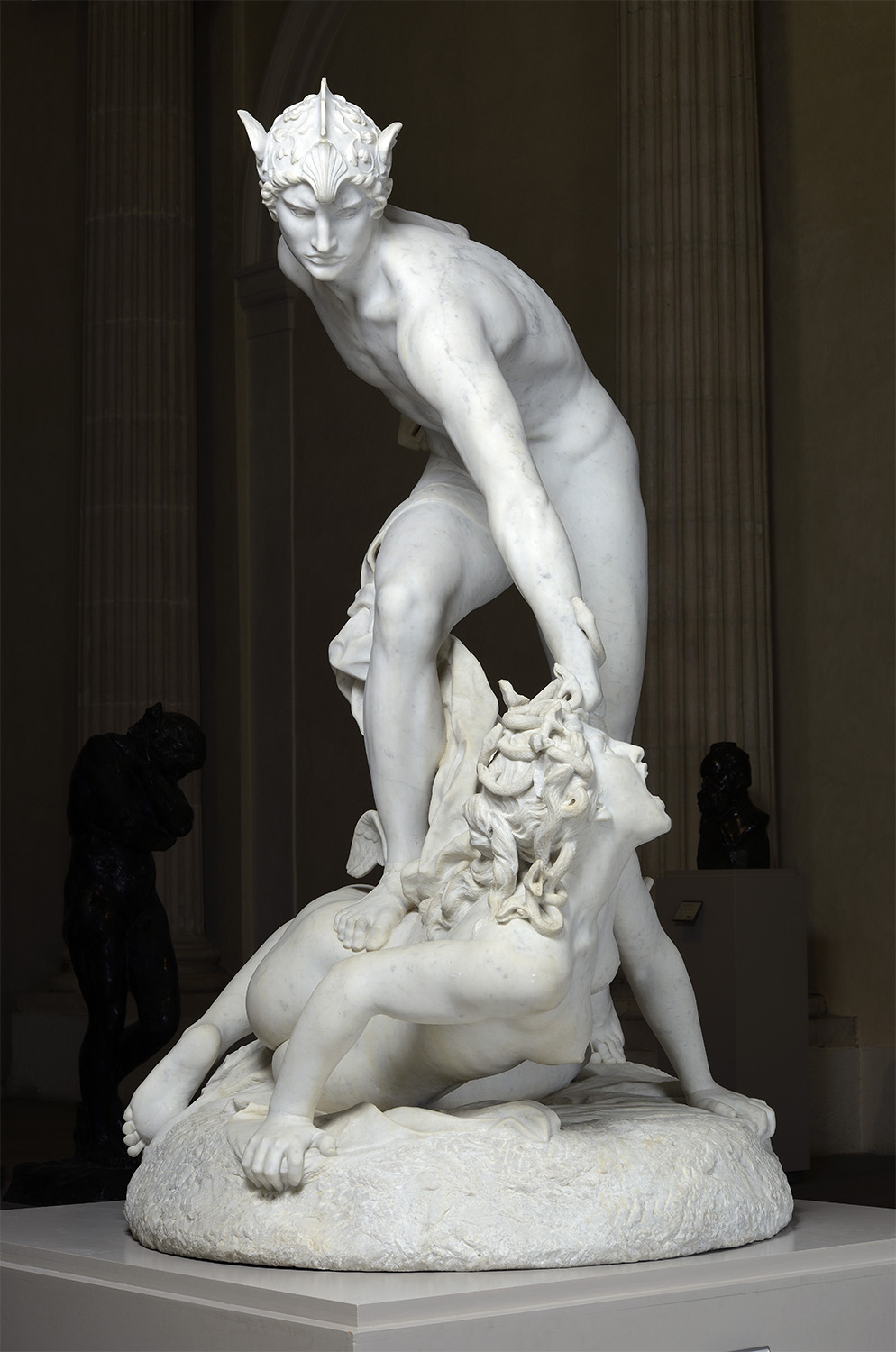
Perseo e la Gorgone, 1890

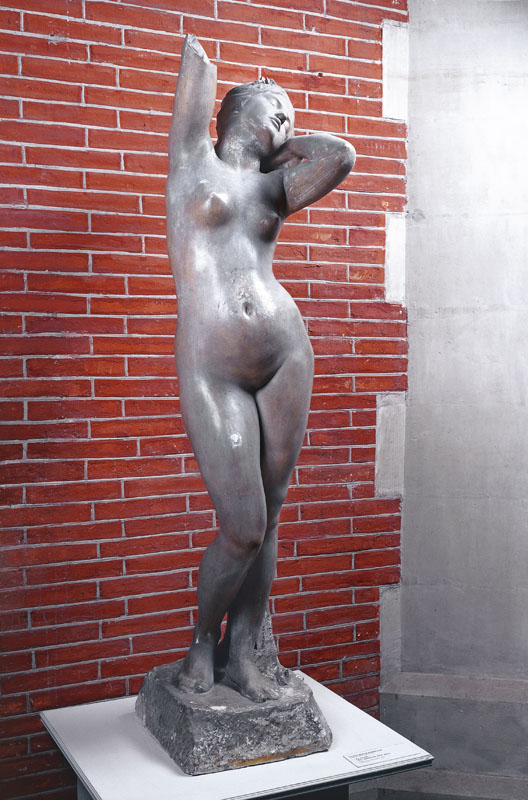
Il risveglio, ante 1900

- Barbizon, cimitero: Camille Adrien Paris (1834-1901), bassorilievo in bronzo che orna la tomba dell'artista;
- Copenaghen, Ny Carlsberg Glyptotek: Perseo e la Gorgone, gruppo in marmo del 1890.
- L'Isle-Adam, place du Pâtis: monumento a Jules Dupré, busto in bronzo (distrutto) il cui originale marmoreo è conservato al museo  d'arte e storia Louis-Senlecq della città.[10]
- Lione, museo di belle arti: Perseo e la Gorgone, gruppo in marmo del 1890.
- Nantes, place Général-Mellinet: monumento al generale Mellinet, 1898.
- Niort, place de la Brèche, giardino inglese: Perseo e la Gorgone, gruppo in bronzo, distrutto.[8]
- Parigi:
  - biblioteca nazionale di Francia, sito Richelieu: Jacques Auguste de Thou, busto in marmo.
  - cimitero di Père-Lachaise: Tomba di Alexandre Falguière, 1900.
  - giardini del Lussemburgo: Monumento a Ferdinand Fabre, 1880, gruppo in pietra.
  - giardino delle Tuileries:
    - Monumento a Waldeck-Rousseau, 1910, gruppo in marmo;
    - Il centauro Nesso rapisce Deianira, 1892, gruppo in marmo.

  - museo d'Orsay: Cupido, 1883, statua in marmo.
  - Petit Palais: L'Arte, 1880, statua in gesso.[11]
  - place de l'Hôtel-de-Ville: L'Arte, 1887, statua in bronzo.[12]
    - giardino dei Combattenti della Nueve, Statua equestre di Étienne Marcel, 1888, statua equestre in bronzo, cominciata da Jean-Antoine-Marie Idrac e terminata da Laurent Marqueste.[13]

  - ponte Alessandro III, base del pilone della riva sinistra, a valle: La Francia di Luigi XIV, 1900, statua in pietra.
  - Sorbona, cortile d'onore: Victor Hugo, 1901, statua in marmo.
  - square Barye: Monumento a Barye, 1894, marmo.
- Rennes, museo delle Belle Arti: Édouard Toudouze, ritratto su medaglione.
- Tolosa:
  - musée des Augustins:[14]
    - Velleda, 1877 circa, statua in marmo;
    - Cupido, 1882, statua in gesso;
    - La primavera, 1889, statua in marmo;
    - Il risveglio, ante 1900, statua in pietra;
    - Perseo e la Gorgone, gruppo in gesso del 1887.

  - Campidoglio:
    - Afrodite, 1905, statua in marmo.

## Galleria d'immagini

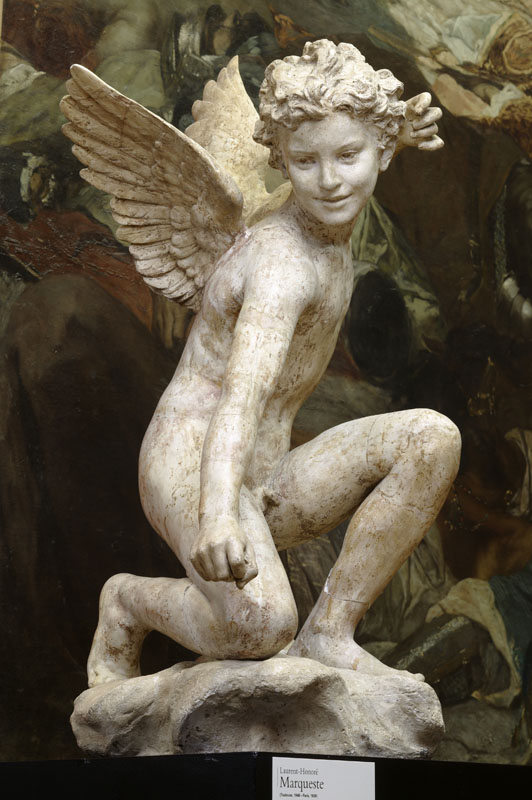
Cupido, 1882
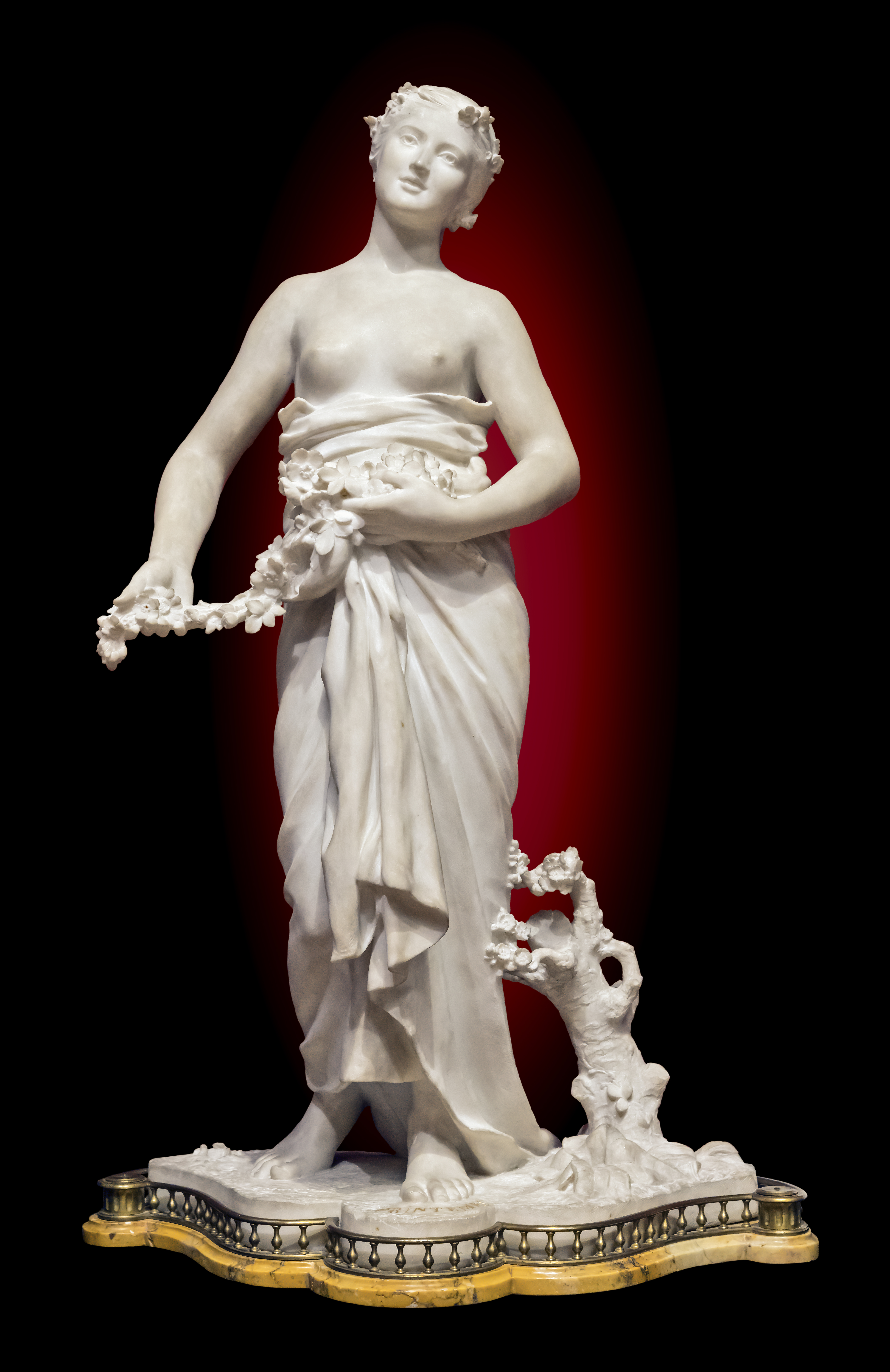
La primavera, 1889
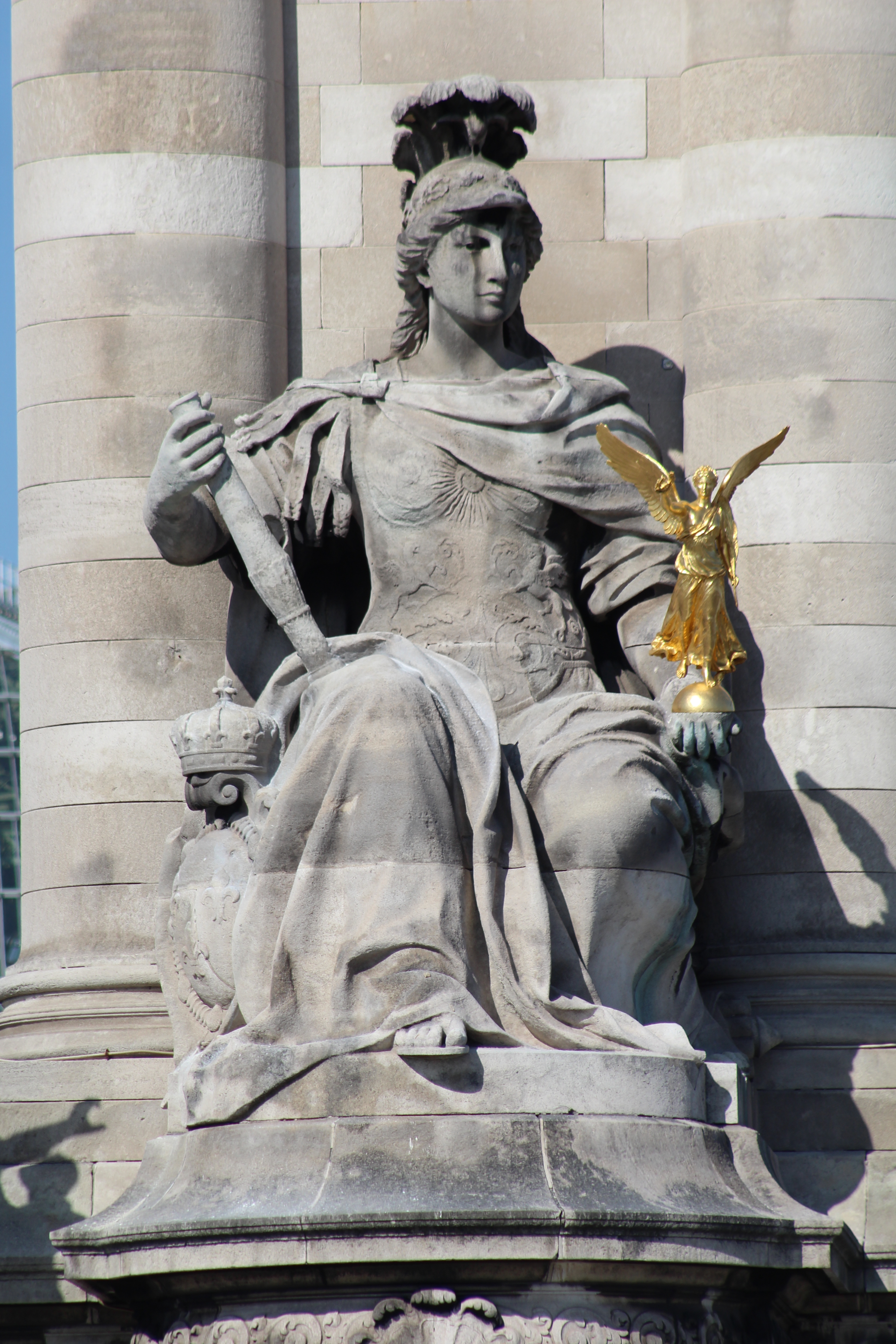
La Francia di Luigi XIV, 1900
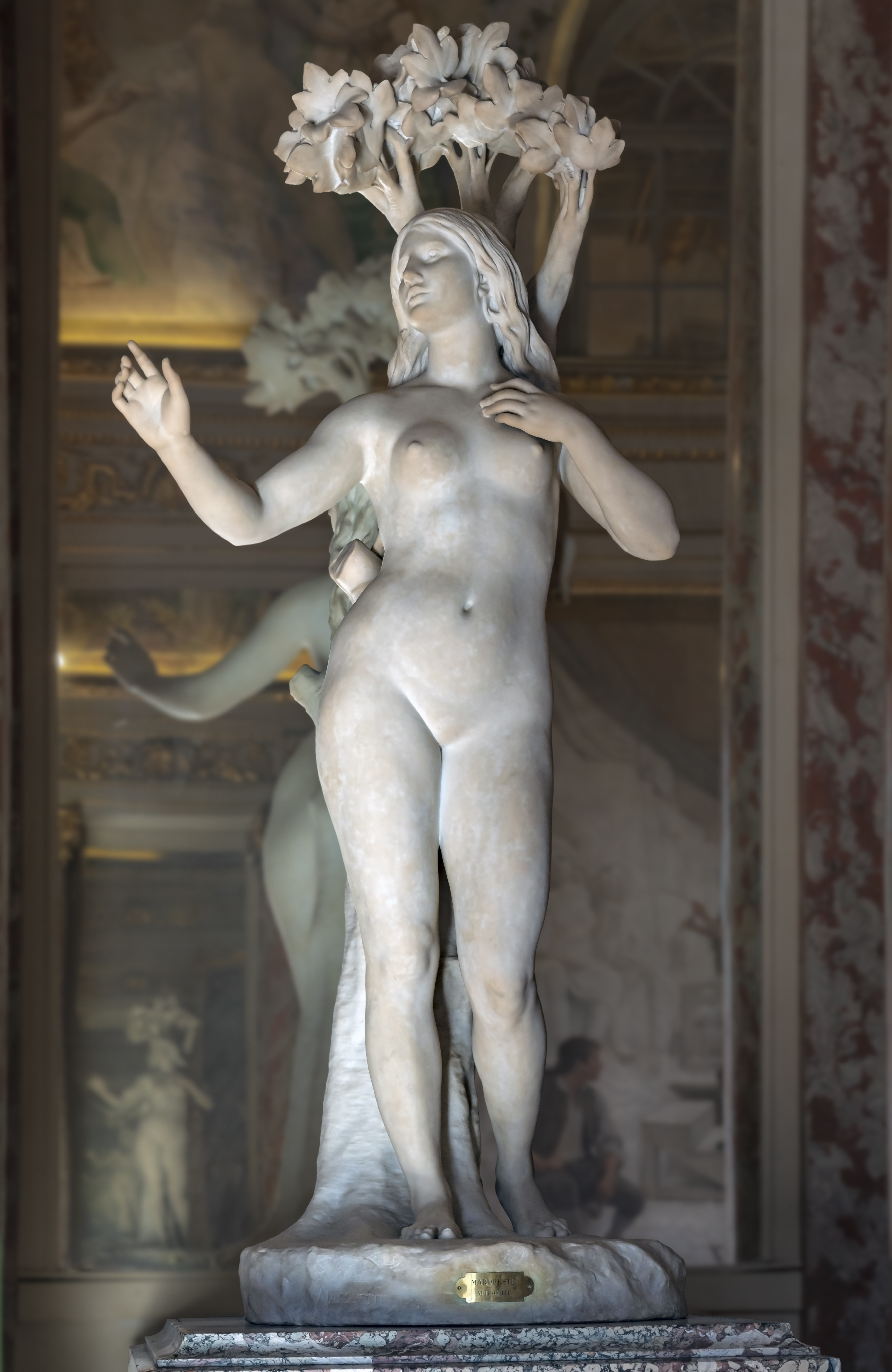
Afrodite, 1905